# Велика літературна премія Французької академії
Велика літературна премія Французької академії (фр. Grand prix de littérature de l'Académie française) — літературна премія, заснована 1911 року Французької академією. Її присуджують за сукупність творів; до 1979 щорічна, потім бієнальна. Чергується з Великою літературною премією Поля Морана.

## Лауреати премії
- 1912 — Андре Лафон
- 1913 — Ромен Роллан
- 1914 — не присуджували
- 1915 — Еміль Детанже
- 1916 — П'єр Моріс Массон
- 1917 — Франсіс Жамм
- 1918 — Жерар д'Увіль
- 1919 — Жан та Жером Таро
- 1920 — Едмон Жалу
- 1921 — Анна де Ноай
- 1922 — П'єр Лассер
- 1923 — Франсуа Порше
- 1924 — Абель Боннар
- 1925 — Шарль Манжен
- 1926 — Жільбер де Вуазен
- 1927 — Жозеф де Пескіду
- 1928 — Жан Луї Водуайє
- 1929 — Анрі Массіс
- 1930 — Марі Луїза Паєрон
- 1931 — Ремон Ешольє
- 1932 — Франк-Ноен
- 1933 — Анрі Дювернуа
- 1934 — Анрі де Монтерлан
- 1935 — Андре Суарес
- 1936 — П'єр Камо
- 1937 — Моріс Магр
- 1938 — Трістан Дерем
- 1939 — Жак Буланже
- 1940 — Едмон Пілон
- 1941 — Габріель Фор
- 1942 — Жан Шлюмберже
- 1943 — Жан Прево
- 1944 — Андре Бії
- 1945 — Жан Полан
- 1946 — Анрі Петіо
- 1947 — Маріо Меньє
- 1948 — Габріель Марсель
- 1949 — Моріс Левайян
- 1950 — Марк Шадурн
- 1951 — Анрі Мартіно
- 1952 — Марсель Арлан
- 1953 — Марсель Бріон
- 1954 — Жан Гітон
- 1955 — Жюль Сюпервьєль
- 1956 — Анрі Клуар
- 1957 — не присуджували
- 1958 — Жуль Руа
- 1959 — Тьєррі Моньє
- 1960 — Симона Ле Баржі
- 1961 — Жак Марітен
- 1962 — Люк Естанг
- 1963 — Шарль Вільдрак
- 1964 — Гюстав Тібон
- 1965 — Анрі Петі
- 1966 — Анрі Гуйє
- 1967 — Емманюель Берль
- 1968 — Анрі Боско
- 1969 — П'єр Гаскар
- 1970 — Жульєн Грін
- 1971 — Жорж-Емманюель Клансьє
- 1972 — Жан Луї Кюртіс
- 1973 — Луї Гію
- 1974 — Андре Дотель
- 1975 — Анрі Кефелек
- 1976 — Жозе Кабаніс
- 1977 — Маргеріт Юрсенар
- 1978 — Поль Гют
- 1979 — Антуан Блонден
- 1981 — Жак Лоран
- 1983 — Мішель Мор
- 1985 — Роже Греньє
- 1987 — Жак Бросс
- 1989 — Роже Вриньї
- 1991 — Жак Лакар'єр
- 1993 — Луї Нучера
- 1995 — Жак Тлінні
- 1997 — Беатрікс Бек
- 1999 — Андре Бринкур
- 2001 — Мілан Кундера
- 2003 — Жан Распай
- 2005 — Даніель Сальнав
- 2007 — Мішель Шаю
- 2009 — Венсан Делекруа
- 2011 — Жан Бертран Понталі
- 2013 — Мішель Бютор
- 2015 — Лоранс Коссе
- 2017 — Шарль Жульє
- 2019 — Режіс Дебре
- 2021 — Патрік Девіль
- 2023 — Даніель Пеннак